# Franz Krienbühl
Franz Krienbühl (ur. 24 marca 1929 w Baar, zm. 13 kwietnia 2002 w Unterägeri) – szwajcarski łyżwiarz szybki.

## Kariera sportowa
Zainteresował się łyżwiarstwem szybkim dopiero po ukończeniu 30 lat życia i na początku kariery był wyśmiewany za słabą, niestylową jazdę.
Jego pierwszymi międzynarodowymi zawodami były Zimowe Igrzyska Olimpijskie 1968, na których był najstarszym reprezentantem swojego kraju. Wystartował wtedy na 1500 i 5000 metrów. Na krótszym dystansie zajął 48. miejsce z czasem 2:16,3, natomiast na dłuższym uplasował się na 34. pozycji z czasem 8:08,9.
W 1969 wystąpił na mistrzostwach świata, na których był 26. i na mistrzostwach Europy, na których zajął 16. miejsce.
W 1970 także wystąpił na MŚ, na których uplasował się na 26. pozycji i ME, na których był 24.
W 1971 zajął 28. miejsce na MŚ i 29. na ME.
W 1972 uplasował się na 24. pozycji ha MŚ i 25. na ME.
W 1973 był 25. na MŚ i 15. na ME.
W 1974 zajął 16. pozycję na MŚ i 15. na ME. W tym też roku zaprezentował zaprojektowany przez siebie jednoczęściowy strój do łyżwiarstwa szybkiego i jako pierwszy go używał. Początkowo strój ten był wyśmiewany przez innych zawodników, lecz gdy okazało się, że dzięki niemu zyskuje się dziesiąte sekundy, zaczęto go powszechnie używać.
W 1975 wystartował na ME, ale nie został sklasyfikowany, gdyż nie przystąpił do wyścigu na 1500 m, który jest trzecią częścią wieloboju.
W 1976 wziął udział w igrzyskach olimpijskich, na których był najstarszym zawodnikiem. Na zawodach wystąpił w wyścigach na 1500, 5000 i 10 000 m. Na najkrótszym dystansie był 27. z czasem 2:12,52. Na pośrednim dystansie uplasował się na 17. pozycji z czasem 7:53,11. Na najdłuższym dystansie zajął 8. miejsce z czasem 15:36,43. Ponadto wystartował też na mistrzostwach świata, na których był 28. i mistrzostwach Europy, na których uplasował się na 16. pozycji.
W 1977 po raz ostatni wystąpił na ME. Był 26.
W 1986 zakończył karierę. Jego ostatnim osiągnięciem było mistrzostwo kraju zdobyte dwa lata wcześniej. Łącznie zdobył 14 tytułów mistrza Szwajcarii (1968-1977 i 1981-1984).
Reprezentował klub EC Zurych.

### Rekordy życiowe
Na podstawie
- 500 metrów – 41,78 ( Madonna di Campiglio, 10 stycznia 1978)
- 1000 metrów – 1:22,19 ( Ałmaty, 17 marca 1976)
- 1500 metrów – 2:03,95 ( Ałmaty, 17 marca 1976)
- 3000 metrów – 4:19,71 ( Ałmaty, 18 marca 1976
- 5000 metrów – 7:30,03 ( Inzell, 5 marca 1976)
- 10 000 metrów – 15:36,43 ( Innsbruck, 4 lutego 1976)

## Życie prywatne, losy po zakończeniu kariery oraz upamiętnienie
Przed rozpoczęciem kariery pracował jako architekt. Był także klarnecistą. Miał żonę Josephine. W 1989 miał wypadek rowerowy, w wyniku którego poważnie ucierpiał. Podczas operacji doznał zawału mózgu. Zmarł po długiej chorobie w kwietniu 2002 w Unterägeri. 23 lutego 2003 odbyła się pierwsza edycja memoriału Franza Krienbühla.